# Vamp (film)
Pour les articles homonymes, voir Vamp.
Pour plus de détails, voir Fiche technique et Distribution.
Vamp est un film d'horreur fantastique américain réalisé par Richard Wenk, sorti en 1986.

## Synopsis
Des étudiants décident d'aller se détendre en passant une soirée dans un bar qui propose des strip-teases. Après avoir eu quelques problèmes avec des motards, présents eux aussi dans ce bar, ils se retrouvent confrontés à un autre souci, car tout le personnel du bar semble être des vampires…

## Fiche technique
- Titre : Vamp
- Titre original : Vamp
- Réalisation : Richard Wenk
- Scénario : Richard Wenk, Donald Borchers
- Production : Donald Borchers
- Musique : Jonathan Elias
- Photographie : Elliot Davis, Douglas F. O'Neons
- Montage : Marc Grossman
- Direction artistique : Alan Roderick-Jones
- Costumes : Betty Pecha Madden
- Pays de production : États-Unis
- Langue : anglais
- Genre : Comédie horrifique et fantastique
- Durée : 93 minutes
- Dates de sortie : 
  - États-Unis : 18 juillet 1986
  - France : 29 juillet 1987

## Distribution
- Chris Makepeace : Keith
- Grace Jones : Katrina
- Dedee Pfeiffer : Amaretto
- Sandy Baron : Vic
- Gedde Watanabe : Duncan
- Billy Drago : Snow
- Francie Swift : Dominique (créditée en tant que Francine Swift)

## Distinctions

### Nominations
- Saturn Award 1987 : 
  - Meilleure actrice dans un second rôle (Grace Jones)
- Fantasporto 1987 :
  - Meilleur film fantastique international